# Fuerte Santo Árbol de la Cruz
Santo Árbol de la Cruz fue un fuerte de época española del virreinato de Perú del siglo XVI situado en Laja, Región del Biobío, Chile. 

## Historia
Fue construido en 1585 por el Gobernador de Chile Alonso de Sotomayor. Se encontraba al norte de la entrada del Río Huaqui en el Río Biobío cerca de la estación de tren moderno y el pueblo de Duiquín, cerca de Los Ángeles. En este sitio los Jesuitas establecieron una misión en Postahue que fue abandonada a la expulsión de los jesuitas en 1767. 
Resistió los ataques que destruyeron la mayoría de los fuertes durante la rebelión general mapuche de 1598 y sirvió como parte del dispositivo creado luego por el gobernador Alonso de Ribera para fijar la frontera en el Río Biobío.